# Exdrob
Kutnowskie Zakłady Drobiarskie „EXDROB” S.A. – jeden z największych polskich producentów wyrobów drobiarskich; spółka akcyjna z siedzibą w Kutnie.

## Historia
W 1948 roku w Kutnie przy ulicy Mickiewicza powstałą Tuczarnia i Ubojnia Drobiu oraz Zbiornica Jajczarsko Drobiarska. W roku 1957 firma zmienia nazwę na Przedsiębiorstwo Jajczarsko-Drobiarskie w Kutnie, a w roku 1964 na Zakład Jajczarsko Drobiarski w Kutnie. W latach 60. i 70. trwa modernizacja Zakładu powstają m.in. pawilon zamrażalniczy, budynek administracyjny i magazyn wyrobów gotowych. Rozbudowuje się wydział drobiarski i kotłownia parowa. W 1992 roku przedsiębiorstwo prywatyzuje się i przekształca w spółkę akcyjną pod nazwą Kutnowskie Zakłady Drobiarskie „EXDROB” S.A.. W roku 1993 powstają pierwsze sklepy i hurtownie firmowe. Lata 1994–1995 to okres modernizacji firmy. Oddane zostają budynek garmażu oraz chłodnia składowa, rozpoczyna się również komputeryzacja firmy. W 2019 roku zakład został przejęty przez spółkę CEDROB SA.

## Działalność
Obecnie Kutnowskie Zakłady Drobiarskie zajmują się: produkcją piskląt kurzych i gęsich, hodowlą brojlerów, ubojem i przetwórstwem drobiu, produkcją wyrobów garmażeryjnych.
Firma sprzedaje swoje produkty na terenie całej Polski i krajów Unii Europejskiej oraz eksportuje do Szwajcarii, Rosji i krajów Dalekiego Wschodu.